# Messiah's Kiss
Messiah's Kiss — німецький павер-метал-гурт, заснований 2001 року. Учасники гурту родом з різних країн — Німеччини, США та Великої Британії. Музиканти Ясон Бенкс і Вейн Бенкс — брати.
Messiah's Kiss грають традиційний павер-метал, в якому помітно сильний вплив хеві та спід-метала.

## Дискографія
- 2002: Prayer for the Dying
- 2004: Metal
- 2007: Dragonheart